# Prinos
- Commons
- Wikispecies

Prinos L. é um género botânico pertencente à família Aquifoliaceae.

## Sinonímia
- Ilex L.

## Espécies
- Prinos coriaceus
- Prinos dubius
- Prinos glaber
- Prinos lanceolatus
- Prinos longipes
- Prinos verticillatus
- Lista completa

## Classificação do gênero
| Sistema | Classificação                     | Referência               |
| ------- | --------------------------------- | ------------------------ |
| Linné   | Classe Hexandria, ordem Monogynia | Species plantarum (1753) |